# Mateusz Werner
Mateusz Werner (ur. 24 listopada 1970 w Warszawie) – polski filozof kultury, eseista, krytyk filmowy. Doktor nauk humanistycznych.

## Życiorys
Syn krytyka literackiego, filmowego i historyka literatury prof. Andrzeja Wernera oraz Zofii z domu Goszczyńskiej. Ukończył studia na Wydziale Polonistyki Uniwersytetu Warszawskiego i w Szkole Nauk Społecznych przy Instytucie Filozofii i Socjologii PAN. Pracę magisterską o poezji Mirona Białoszewskiego obronił pod opieką prof. Michała Głowińskiego. Stypendysta Gemeinschaft zur Förderung von Studienaufenthalten polnischer Studierender in Deutschland e. V na wydziale germanistycznym Uniwersytetu Filipa w Marburgu w 1994. Junior Fellow wiedeńskiego Instytutu Nauk o Człowieku. Doktorat o nihilizmie i nowoczesności obronił w Instytucie Badań Literackich PAN. W latach 1998–2001 kurator Galerii Sztuki Filmowej w warszawskiej Zachęcie. Jednocześnie czynny jako krytyk filmowy w telewizji publicznej: w latach 1991–1995 stały recenzent w telewizyjnym „Seansie Filmowym” (TVP2), a w latach 1995–1998 redaktor prowadzący tego programu. W roku 1995 został laureatem pierwszej edycji Konkursu o nagrodę im. Krzysztofa Mętraka dla młodych krytyków filmowych. Wykładał gościnnie na filmoznawstwie w warszawskiej SWPS, w łódzkiej Państwowej Wyższej Szkole Filmowej Telewizyjnej i Teatralnej, oraz na polonistyce UW i w Instytucie Kultury UW. W latach 2001–2010 kurator programu filmowego w Instytucie Adama Mickiewicza. Od marca 2016 do kwietnia 2017 pełnił funkcję wicedyrektora Narodowego Centrum Kultury ds. badań i strategii kultury. Redaktor kwartalnika „Kronos”. Od lutego 2021 do grudnia 2024 redaktor naczelny miesięcznika „Twórczość”.
Obecnie adiunkt na Wydziale Nauk Humanistycznych UKSW, związany także z Instytutem Solidarności i Męstwa imienia Witolda Pileckiego. 
Wykłada historię filmu w warszawskiej Akademii Filmowej stanowiącej kontynuację Dyskusyjnego klubu filmowego „Kwant” (wcześniej wieloletnim wykładowcą Akademii był jego ojciec, Andrzej Werner). 

## Działalność
Autor książki Wobec nihilizmu. Gombrowicz, Witkacy (Sic!, Warszawa, 2009). Redaktor m.in. książek: Pier Paolo Pasolini: Po ludobójstwie. Eseje o języku, polityce i kinie (Biblioteka Kwartalnika Kronos. Warszawa 2012), What Kieslowski Tells Us Today? (IAM, Jerusalem 2008) Polish Cinema Now! (John Libbey Publishing, London 2010, Communication Books, Inc., Seoul, Korea 2012, New Star Press, Beijing 2015).
W 2020 współredagował pracę zbiorową pt. Kino to nie wszystko. Księga pamiątkowa w 80. urodziny Andrzeja Wernera (współredaktor: Andrzej Szpulak; autorzy: Jacek Bromski, Sławomir Buryła, Marek Hendrykowski, Barbara Hollender, Maryla Hopfinger, Andrzej S. Jagodziński, Mikołaj Jazdon, Anna Kaplińska-Struss, Marek Kaźmierczak, Konrad Klejsa, Jerzy Kronhold, Tadeusz Lubelski, Marcel Łoziński, Małgorzata Łukasiewicz, Rafał Marszałek, Adam Michnik, Andrzej Słowicki, Tadeusz Szczepański, Andrzej Szpulak, Edward Tobiszewski, Mateusz Werner, Marek Zaleski, Janusz Zaorski, Kazimierz Żórawski; Wydawnictwo Naukowe Uniwersytetu im. Adama Mickiewicza w Poznaniu 2020, ISBN 978-83-232-3757-0; "Seria Filmoznawcza" nr 31). 
Był jednym z tłumaczy książki Martina Heideggera o Nietzschem (wspólnie z Andrzejem Gniazdowskim; Wydawnictwo Naukowe PWN, Warszawa 1998, 1999).
Od 1990 publikował m.in. w Kinie, Filmie, Filmie na świecie, Cahiers du cinéma, Literaturze, Ozonie, Więzi, Polityce, Zeszytach telewizyjnych, Nowych Książkach, Tygodniku Literackim, Tygodniku Powszechnym, Res Publice, Dialogu, Życiu, Gazecie Wyborczej, Arce, Arcanach, Close Up (Włochy), Przeglądzie Filozoficznym, Pamiętniku Literackim, Tekstach Drugich, Kronosie czy Ogrodzie. Jego dorobek publicystyczny obejmuje około dwustu artykułów i szkiców drukowanych w prasie i periodykach.
Aktualna bibliografia naukowa Wernera dostępna jest na stronie Polskiej Bibliografii Naukowej.
W 2018 odznaczony brązowym Krzyżem Zasługi w uznaniu działalności na rzecz rozwoju nauki.  

## Udział w organizacjach i stowarzyszeniach
- Prezes Stowarzyszenia Przyjaciół Muzeum Historii Polski[13]
- Członek The International Federation of Film Critics FIPRESCI[14]
- Członek Rady Fundacji Augusta hr. Cieszkowskiego[15]
- Członek Stowarzyszenia Filmowców Polskich[16]
- Ekspert Polskiego Instytutu Sztuki Filmowej